# 막스 베크만

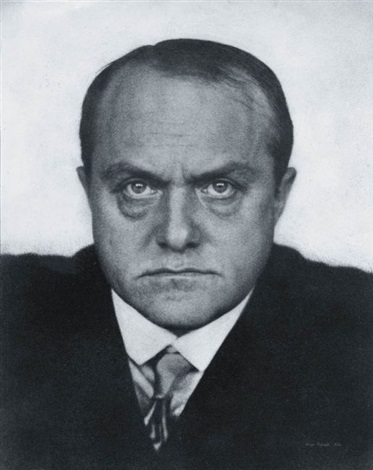

막스 베크만(Max Beckmann, 1884년 2월 12일 ~ 1950년 12월 27일)은 독일의 화가이다. 그는 라이프치히에서 출생하여 바이마르·파리·피렌체 및 베를린에서 수업하고 1905년 베를린 분리파(分離派)에 가맹하였다. 당시 베를린 분리파의 주류는 인상주의인데 베크만도 독일 인상파의 화가 막스 리베르만과 로비스 코린트의 영향을 받았다. 그러나 얼마 뒤에 인상파의 외적 리얼리티의 추구에 만족하지 않은 그는 제1차 세계대전 발발 직전의 무렵부터 판화를 가지고 양식 전환의 모색을 시작하였다. 그것은 사실(寫實)에서 상징으로, 현실에서 그 배후에 숨은 이념의 표현으로 향하는 모색이었으며, 이것이 달성된 것은 제1차 세계대전에 위생병으로 종군했을 때의 전쟁체험이었다. 그는 인상주의를 버리고 표현주의적인 요소를 받아들였지만 그의 화풍(畵風)은 억센 선에 의한 대상 파악과 단순한 화면 구성을 특색으로 하는 그의 독자적인 것이다. 테마는 대도회(大道會)의 인간을 위협하는 고독과 파국(破局)의 불안을 다룬 것이 많고 창부(娼婦)와 서커스의 무희 등이 빈번하게 캔버스에 올려져 있다. 일설(一說)에 의하면 그는 발자크의 <인간 희극>과 같이 세기의 전형적인 인간상의 시리즈를 그리기를 염원하고 있었다고 한다. 오늘날 그러한 연유로 상징적 리얼리즘이란 말로 개념지어지는 그의 화풍은 표현주의와 노이에 자하리히가이트와도 하나의 선을 구획하는 독자성을 가지고 있다.
1932년 그는 나치스의 압력으로 1915년부터 근무한 직장이었던 프랑크푸르트 미술학교의 교수 직위에서 쫓겨났다. 그는 베를린으로 거처를 옮겼다가 1937년 암스테르담으로 탈출, 다시 제2차 세계대전의 종식을 기다려 1948년 미국으로 이주하였다. 전쟁 중에 구상하였으며 그의 걸작이 된 삼폭대(三幅對)의 대작 <아르고호(號) 원정대원>은 그리스 신화에서 취재한 작품이며, 시대를 초월하여 공동체의 이념과 인간의 연대(連帶)에 대하여 시사한 그의 예술의 절정이었다. 그는 뉴욕에서 사망하였다.

## 같이 보기
- 표현주의
- 신즉물주의